# Leninsk-Kusnezki
Leninsk-Kusnezki (russisch Ле́нинск-Кузне́цкий, bis 1922 Koltschugino/Кольчу́гино, 1922–1925 Lenino/Ле́нино) ist eine Großstadt im Westen der russischen Oblast Kemerowo in Sibirien. Sie hat 101.666 Einwohner (Stand 14. Oktober 2010) und liegt rund 90 km südlich von Kemerowo am rechten Ufer der Inja, eines Nebenflusses des Ob.

## Geschichte
Die Siedlung wurde 1763 als Koltschugino gegründet und besitzt seit 1925 Stadtrechte. Die Kohleförderung wurde im Jahre 1912 durch eine französische Gesellschaft begonnen.
Von 1922 bis 1925 hieß der Ort Lenino zu Ehren des Revolutionsführers Lenin. Seinen heutigen, ebenfalls an Lenin erinnernden Namen und den Zusatz „Kusnezki“, angelehnt an die Lage im Kusnezker Becken, erhielt er zusammen mit Verleihung der Stadtrechte im Jahre 1925.
Große Teile der Stadt wurden von dem deutschen Architekten und Stadtplaner Ernst May angelegt.
In den 1980er-Jahren wurde die nahegelegene Siedlung städtischen Typs Polyssajewo, die bereits seit 1952 der Verwaltung von Leninsk-Kusnezki unterstand, eingemeindet, wodurch die Einwohnerzahl der Stadt um etwa 30.000 stieg. Am 30. Oktober 1989 wurde Polyssajewo wieder ausgegliedert, nun mit selbständigem Stadtrecht.

### Bevölkerungsentwicklung
| Jahr | Einwohner |
| ---- | --------- |
| 1939 | 82.739    |
| 1959 | 132.156   |
| 1970 | 127.747   |
| 1979 | 132.124   |
| 1989 | 165.487   |
| 2002 | 112.253   |
| 2010 | 101.666   |

Anmerkung: Volkszählungsdaten

## Wirtschaft und Verkehr
Leninsk-Kusnezki ist eines der Zentren der Steinkohleförderung im Kusbass. Viele Minen befinden sich innerhalb der Stadt; immer wieder kommt es dort zu schweren Unglücken.
Die Umgebung der Stadt wird intensiv landwirtschaftlich genutzt.
Leninsk-Kusnezki befindet sich an der Kreuzung der Fernstraßen Leninsk-Kusnezki – Nowosibirsk und Kemerowo – Nowokusnezk. Außerdem liegt es an den Bahnstrecken Nowosibirsk – Nowokusnezk und Kemerowo – Nowokusnezk. Seit 1984 verfügt die Stadt über ein O-Bus-Streckennetz.

## Sport
Die Stadt ist die Heimat des Fußballvereins Sarja Leninsk-Kusnezki, der in den vergangenen Jahren mehrmals in der Zweiten Russischen Liga spielte.

## Söhne und Töchter der Stadt
- Marija Filatowa[3] (* 1961), sowjetisch-russische Kunstturnerin und Olympiasiegerin
- Oleg Tinkow (* 1967), russischer Unternehmer und Radsportfunktionär; Betreiber des professionellen Radsportteams Tinkoff-Saxo